# الجولة (بكيل المير)

تعديل مصدري - تعديل

الجولة هي إحدى قرى عزلة العطن بمديرية بكيل المير التابعة لمحافظة حجة، بلغ تعداد سكانها 119 نسمة حسب تعداد اليمن لعام 2004.